# رئيس الجزائر
رئيس الجمهورية الجزائرية الديمقراطية الشعبية، هو أعلى منصب في داخل الهيئة التنفيذية وقائد الأعلى للقوات المسلحة الجزائرية، يُنتخب رئيس الجمهورية عن طريق الاقتراع الحر المباشر من طرف الشعب ولمدة خمس سنوات، عرفت الجزائر أول رئيس لها سنة 1963 منذ ذلك التاريخ، رئيس الجزائر حاليًا عبد المجيد تبون بعد إعلان نتائج الانتخابات الرئاسية التي جرت في 12 ديسمبر 2019

## الانتخابات الرئاسية

### سلطات واختصاصات رئيس الجمهورية الإدارية
يعتبر رئيس الجمهورية رئيس السلطة التنفيذية بموجب الدساتير الصادرة إلى حد الآن، ذلك أن النظام السياسي الجزائري كان نظاما دستوريا مغلقا في ظل دستور 1963 ودستور 1976 ونظاما شبه رئاسي في ظل دستور 1989 ودستور 1996، وعليه فرئيس الجمهورية في نطاق وظائفه واختصاصاته الإدارية يعد الرئيس الإداري الأعلى في بناء وهيكل النظام الإداري الجزائري إذ يملك حق وسلطة إصدار القرارات الإدارية الباتة والنهائية باسم الدولة الجزائرية ولحسابها تكون نافذة على مستوى كل الإقليم الجزائري.

## إختصاصات ووظائف رئيس الجمهورية
يقوم رئيس الجمهورية في النظام الدستوري الجزائري بمهام ومسؤوليات كبرى، إذ يملك صفة وسلطة إصدار القرارات الإدارية التنظيمية العامة والقرارات الإدارية الفردية لما يتعلق الأمر بالوظيفة الإدارية وفي جميع الموضوعات الإدارية وذلك في نطاق الإختصاصات الإدارية المقررة له بنص الدستور والعرف الدستوري وتتمثل هذه الإختصاصات في:

### الوظيفة الإدارية التنظيمية
إن رئيس الجمهورية مسؤول عن القيام بالسلطة والوظيفة التنظيمية للنظام الإدارية الجزائري بإعتباره القائد الإداري للوظيفة التنفيذية في الدولة فهو المسؤول عن إنشاء الأجهزة والمؤسسات والمرافق الإدارية المركزية في الدولة وتحديد اختصاصاتها ونظامها القانوني وتحديد علاقاتها القانونية المختلفة سواء فيما بينها أو بين المواطنين والدولة كما يضطلع رئيس الجمهورية بإصدار القرارات التنظيمية التي يصدرها في شكل مراسيم أو لوائح إدارية لتنفيذ القوانين.

### سلطة ووظيفة التعيين
من إختصاصات وسلطات رئيس الجمهورية الإدارية، سلطة التعيين للموظفين السامين المدنيين منهم والعسكريين وذلك بواسطة مراسيم، فرئيس الجمهورية في النظام الجزائري هو الذي يحوز الصفة القانونية لإستعمال سلطة تعيين كبار الموظفين.

### وظيفة حفظ النظام العام والأمن العام والصحة العامة والآداب العامة في الدولة
وهذا الإختصاص مقرر في النظام الجزائري بموجب العرف الدستوري فرئيس الجمهورية تبعا لذلك يحوز الصفة القانونية في استعمال سلطة إصدار القرارات الإدارية التنظيمية المتعلقة بمرفق ووظيفة حفظ النظام العام وهي ما يعرف بالضبط الإداري أو البوليس الإداري.

### وظيفة التنسيق
يعتبر رئيس الجمهورية المسؤول المختص بإقامة وتحقيق عملية تنسيق أعمال الوظيفة الإدارية على المستوى المركزي الأعلى للإدارة العامة الجزائرية.

### الأجهزة ووحدات الإدارية المساعدة لرئيس الجمهورية
يساعد رئيس الجمهورية في آداء مهامه بصفته الرئيس الأعلى للإدارة المركزية، وحدات إدارية تابعة ومساعدة له كما أن هناك هيئات إستشارية تساعده في القيام بمهامه من بينها الوزراء فالوزير بإعتباره عضوا من أعضاء السلطة التنفيذية المسؤولة عن الوظيفة التنفيذية صفتان:
- الصفة السياسية: بإعتباره عضوا في مجلس الوزراء أو مجلس الحكومة.
- الصفة الإدارية: بإعتباره عضوا إداريا لأنه الرئيس الإداري لمجموعة المرافق والمؤسسات والأجهزة الإدارية المكونة للوزارة التي يشرف عليها فالوزير يعد الرئيس الإداري الأصيل، وصاحب الإختصاص العام في شؤون الوظيفة الإدارية المتعلقة بتسيير وزارته وله سلطة إتخاذ القرارات الإدارية والتصرفات وكافة الأعمال القانونية والمادية باسم ولحساب الدولة في نطاق الإختصاص الوظيفي للوزارة التي يشرف عليها.

### اختصاصات ووظائف الوزير من الناحية الإدارية
- يقوم في نطاق الإختصاص الوظيفي لوزارته بالتنظيم الداخلي للوزارة وضمان حسن سيرها وهو في سبيل ذلك مخول بإصدار القرارات الإدارية التنظيمية وكافة إجراءات التنظيم الدخلي.
- الوزير هو الرئيس الإداري المركزي المختص وصاحب الصفة القانونية في ممارسة السلطة الرئاسية

### سيدة الجزائر الأولى
منذ الاستقلال سيدة الجزائر الأولى تعتبر خط أحمر وممنوع الظهور في وسائل الإعلام حتى في استقبال الرؤساء مع أزواجهن، تقوم وزيرة بدلا منها بإستقبالها مع الرئيس.

## قائمة رؤساء الجزائر منذ الاستقلال
- أحمد بن بلة 1963- 1965.
- هواري بومدين 1965- 1978.
- رابح بيطاط 1978- 1979 (بعد وفاة هواري بومدين تم تعيينه رئيس دولة لضمان النيابة في رئاسة الجمهورية لمدة 45 يوما لتنظيم الانتخابات الرئاسية).
- الشاذلي بن جديد 1979-1992.
- محمد بوضياف من يناير حتى يونيو 1992
- علي كافي 1992-1994.
- اليامين زروال 1994-1999.
- عبد العزيز بوتفليقة 1999-2019.
- عبد القادر بن صالح من أبريل حتى ديسمبر 2019.
- عبد المجيد تبون 2019 إلى اليوم.

## وصلات خارجية
- الموقع الرسمي للرئاسة الجزائرية